# Combate de Quechereguas (1818)
El Combate de Quechereguas se desarrolló en Quechereguas, Chile, el 15 de marzo de 1818 entre un destacamento del Ejército patriota y una columna de 800 hombres del Ejército realista enviado por el virrey del Perú, para reconquistar Chile. Estos eran comandados por el general Mariano Osorio. Los patriotas estaban al mando del coronel Ramón Freire.
El día 14, Osorio acampaba en Camarico, a unas 10 leguas y media al norte' de Talca, y el jefe de Estado Mayor Primo de Rivera había avanzado, al frente de 400 infantes, 300 caballos y una columna de zapadores, hasta las orillas del río Teno. 
Apenas advirtió el avance del ejército patriota, se replegó hasta las casas de Quechereguas. Se atrincheró en ellas con la infantería, despachó a retaguardia a Morgado con los dragones, que de poco podían servirse, y avisó a Osorio, a fin de que avanzara con el resto del ejército. San Martín dispuso que Freire con un pelotón de 170 hombres, que Miguel Brayer debía sostener con el resto de la caballería, picara la retaguardia de los realistas (15 de marzo). 
Freire llegó hasta las casas de Quechereguas, y, creyendo que el enemigo seguía al sur con la caballería, intimó rendición a los pocos rezagados que suponía acogidos a las casas de la hacienda. Apenas Primo de Rivera se dio cuenta de que, en vez del ejército entero, sólo tenía al frente 170 jinetes, impartió a Morgado, que se había detenido algo al sur de las casas, orden de cargar. Freire, después de rechazar una parte de la caballería de Morgado, se vio acometido por la espalda por una compañía al mando del capitán Isla y tuvo que huir, dejando en el campo 17 heridos. Brayer, que disponía de 1.500 caballos y de la artillería de Blanco, había recibido órdenes de San Martín de apoyar a Freire pero no se movió. 
Según Guido, testigo presencial; estaba afeitándose delante de un espejito de mano a la sombra de un árbol; y, tal vez, encontrando ridículo pelear con sólo la mitad de la cara rasurada, siguió tranquilamente su toilette. 
El escuadrón de Freire, ya desorganizado, habría sucumbido sin el auxilio que, motu proprio, le prestó Santiago Bueras. Freire perdió en el combate su gorra, y en ella encontró Primo de Rivera papeles que contenían datos completos sobre las fuerzas del ejército patriota. Fueron las primeras noticias ciertas que lograron obtener Osorio y Ordóñez.
Este incidente originó el reemplazo de Brayer en el mando de la caballería por el general Balcarce.
Primo de Rivera se retiró a las márgenes del Claro, y, desde allí, unido con Ordóñez, que había acudido en su auxilio, continuaron replegándose hasta reunirse con Osorio en Camarico.
- Datos: Q5778714